# 2018年國家聯盟西區封王決勝加賽
2018年國家聯盟西區封王決勝加賽是美國職棒大聯盟2018年賽季的一場決勝加賽，目的是從科羅拉多落磯隊和洛杉磯道奇隊中決定誰在國家聯盟西區封王。這場比賽舉行於2018年10月1日加州洛杉磯的道奇體育場。
道奇隊最終以5比2獲勝，取得第二種子之姿晉級國聯分區賽，與國聯東區龍頭亞特蘭大勇士隊交手。而洛磯隊則以客場身分，在10月2日的外卡晉級賽中與國聯中區第二的芝加哥小熊隊對戰。
這場決勝加賽將被視為兩隊正規賽季的第163場比賽，比賽中的各項數據與內容也會算入正規賽季的統計當中。

## 背景
洛杉磯道奇隊在2018年以前已經在國聯西區五連霸。而科羅拉多落磯隊則是在前一年以外卡身分晉級季後賽，儘管這是他們第五度在季後賽出線，但他們卻從未在分區封王過。
道奇隊和落磯隊在2018年正規賽季結束時以的勝率.562並列分區第一，因此需要進行一場決勝加賽。由於芝加哥小熊隊和密爾瓦基釀酒人隊也在國家聯盟中區並列第一，他們也打了場決勝加賽，這意味著大聯盟將進行史上第一次的單年兩場決勝加賽。

## 比賽概要
| 科羅拉多落磯隊 | 0 | 0 | 0 | 0 | 0 | 0 | 0 | 0 | 2 | 2 | 4 | 0 |
| 洛杉磯道奇隊 | 0 | 0 | 0 | 2 | 2 | 1 | 0 | 0 | X | 5 | 9 | 0 |
| 勝投： 沃克·布勒（8勝5敗） 敗投： 赫曼·馬奎茲（14勝11敗） 全壘打： 落磯隊：諾蘭·阿里納多 38（9局上，1分）、崔佛·史托瑞 37（9局上，1分） 道奇隊：科迪·貝林傑 25（4局下，2分）、麥克斯·蒙西 35（5局下，2分） 觀眾人數： 47,816人 比賽總記錄 |   |   |   |   |   |   |   |   |   |   |   |   |

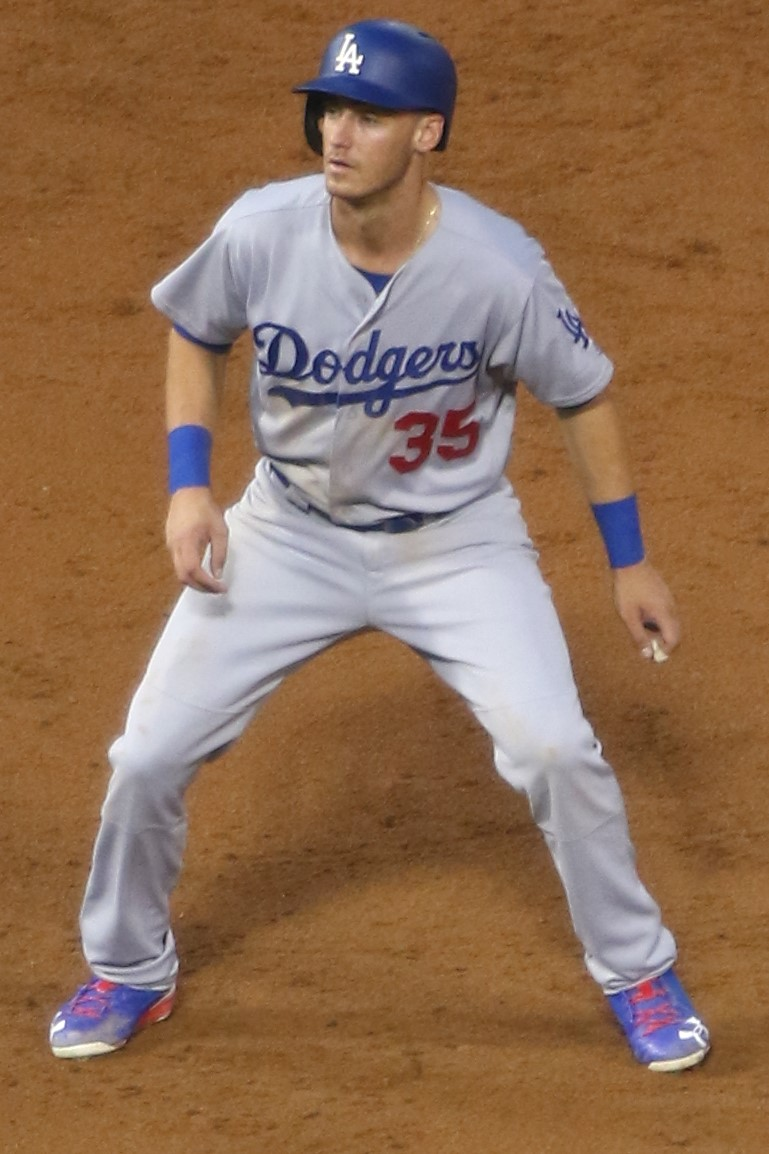
道奇隊的科迪·貝林傑在這場比賽中擊出兩分砲

道奇隊因為在正規賽季對戰落磯隊的成績較佳，因此他們取得這場比賽的主場優勢。落磯隊派出赫曼·馬奎茲先發，而道奇隊的先發投手則是沃克·布勒。這場比賽的電視轉播是由ESPN負責，播報員包括喬恩·沙姆比、大衛·羅斯和里克·沙克里夫。此外，廣播轉播也由ESPN廣播負責，播報員有亞當·阿敏和吉姆·鮑登。
落磯隊先發投手馬奎茲雖然主投4+2⁄3局就送出九次三振，但在四局下半和五局分下半分別遭到科迪·貝林傑及麥克斯·蒙西狙擊，各挨一發二分彈後退場。而與此同時，道奇隊先發的布勒前五局卻演出無安打，即便主投完6+2⁄3也僅被敲一支安打。落磯隊一直到九局上半才突破封鎖，靠著諾蘭·阿里納多及崔佛·史托瑞兩人從肯利·簡森手中各擊出一支陽春砲追回兩分。即便如此，落磯隊整場比賽還是僅敲出四支安打，最終讓道奇隊以5比2獲勝，在國聯西區六連霸。道奇隊成為史上第三支分區六連霸的球隊（史上第一支是1991年至2005年間在國聯東區連霸的亞特蘭大勇士隊），也是自紐約洋基隊在1995年至2007年間13連霸美聯東區以來的首支球隊。

## 後續
道奇隊這場比賽獲勝後，以國聯第二種子身分晉級季後賽，並在國聯分區賽中以三勝一敗的戰績擊敗亞特蘭大勇士隊。道奇隊之後在國聯冠軍賽裡，與釀酒人隊苦戰七場後勝出，成功打入世界大賽，但最終以一勝四敗負於波士頓紅襪隊，無緣奪冠。
而落磯隊這場落敗後以外卡第二的資格晉級季後賽，他們隔天在外卡晉級賽中擊敗芝加哥小熊隊，但最後在國聯分區賽被釀酒人隊橫掃出局。